# برج الساعة (مسجد محمد علي)
برج ساعة مسجد محمد علي هي برج ساعة يقع في مسجد محمد علي بقلعة صلاح الدين الأيوبي وسط العاصمة المصرية القاهرة، أنشأ البرج سنة 1845 من النحاس المثقوب والمحلى بالنقوش وبالزجاج الملون بارتفاع ثلاثة أمتار، بداخله ساعة أُهديت إلى محمد علي باشا والي مصر من ملك فرنسا لويس فيليب الأول، وكانت من المفترض أن توضع في قصر محمد علي بشبرا الخيمة إلا أن انتهى بها الأمر في وسط الرواق الغربي من المسجد.
منذ تركيب تلك الساعة بالمسجد فإن عقاربها لم تدر رغم المحاولات المستمرة لإصلاحها في عهود مختلفة، بداية من محمد علي باشا سنة 1845، ثم الملك فاروق الأول، وحتى المحاولة الأخيرة لوزارة السياحة والآثار وهي المحاولة التي فشلت أيضًا، ما دفع وزارة السياحة والآثار لطلب تدخل فرنسا لإصلاحها، حيث تمت أعمال تجديد وإصلاح للساعة والبرج وأُعيدت الساعة للعمل في أبريل 2021.

## معرض الصور

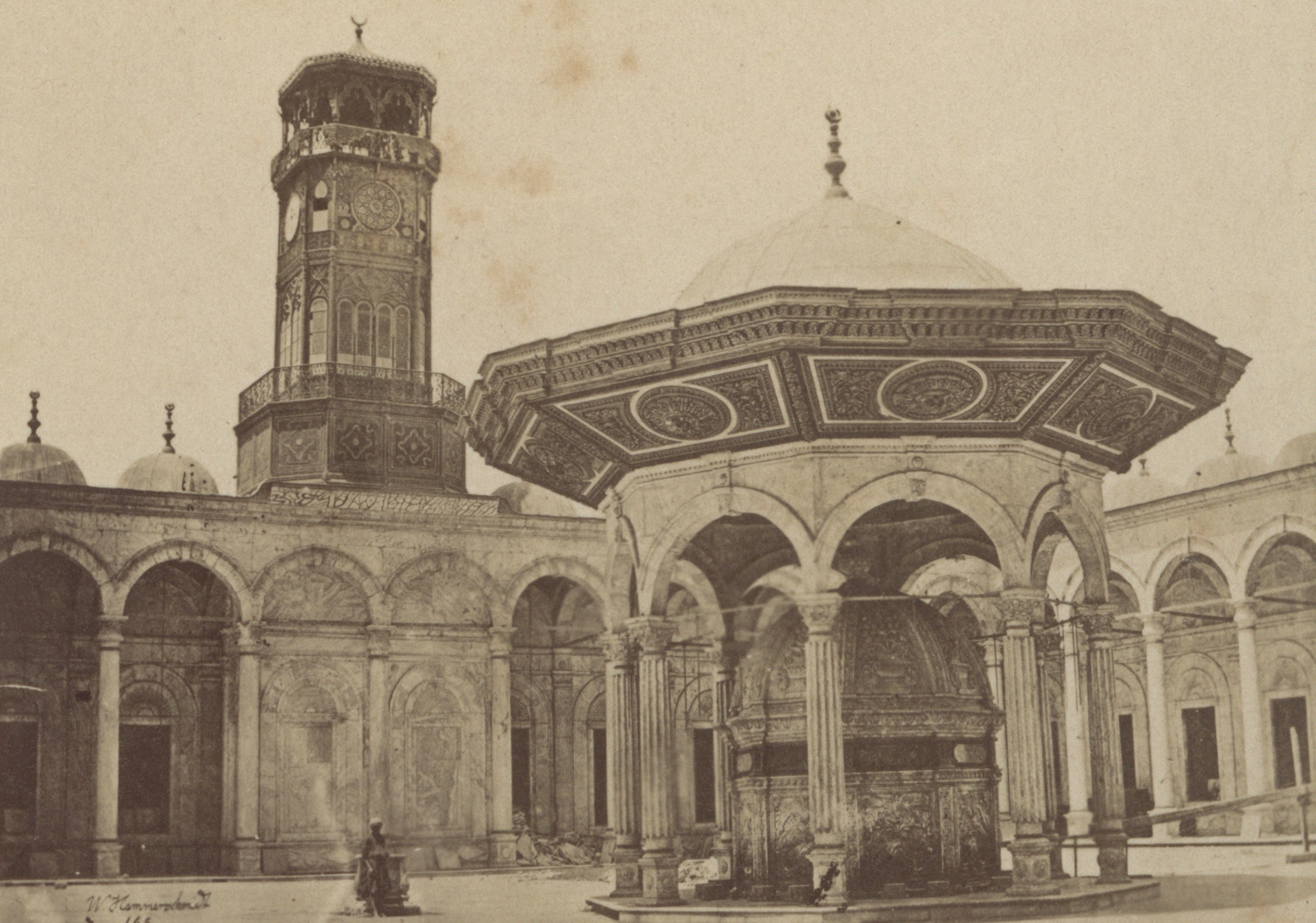
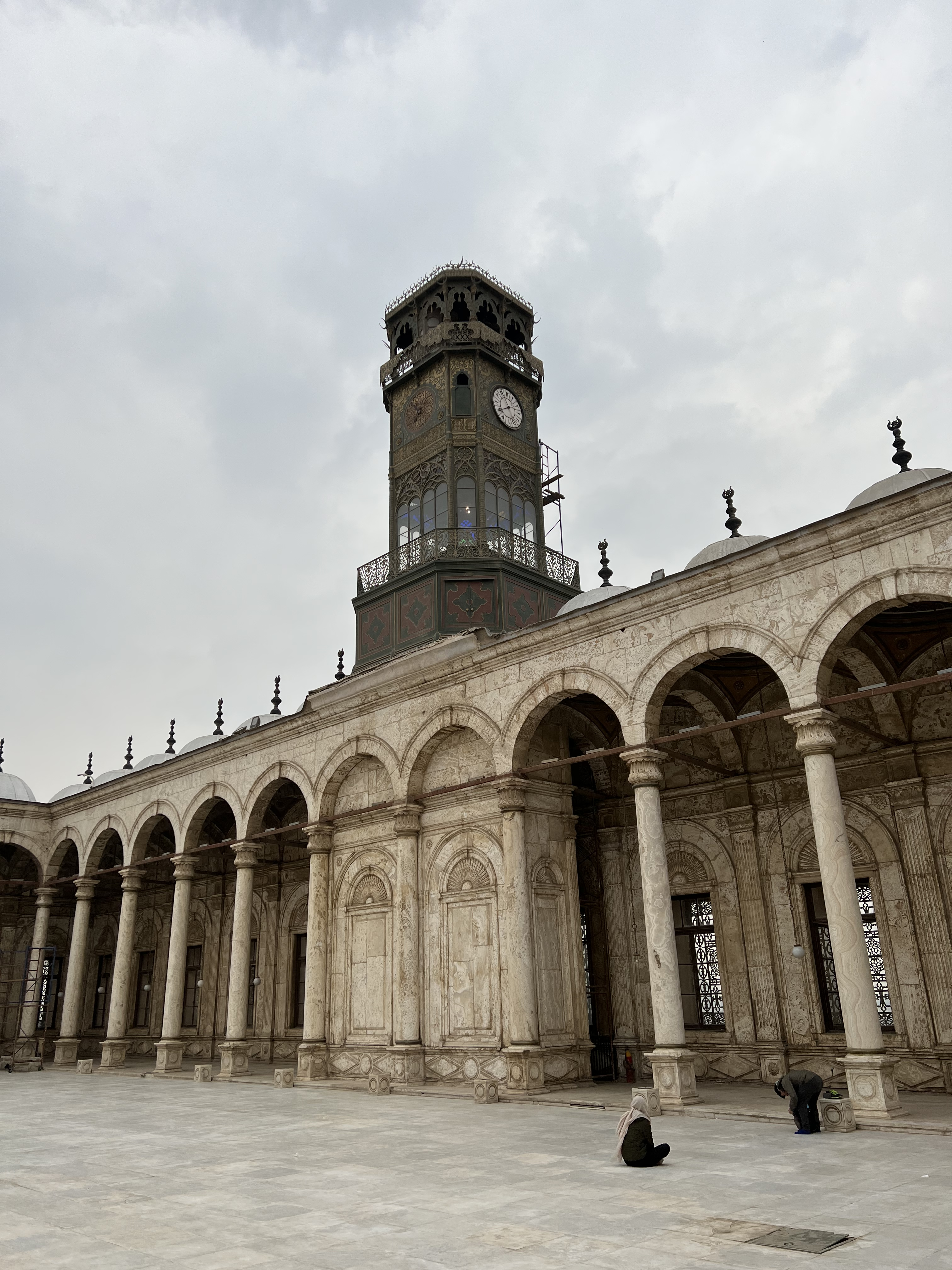
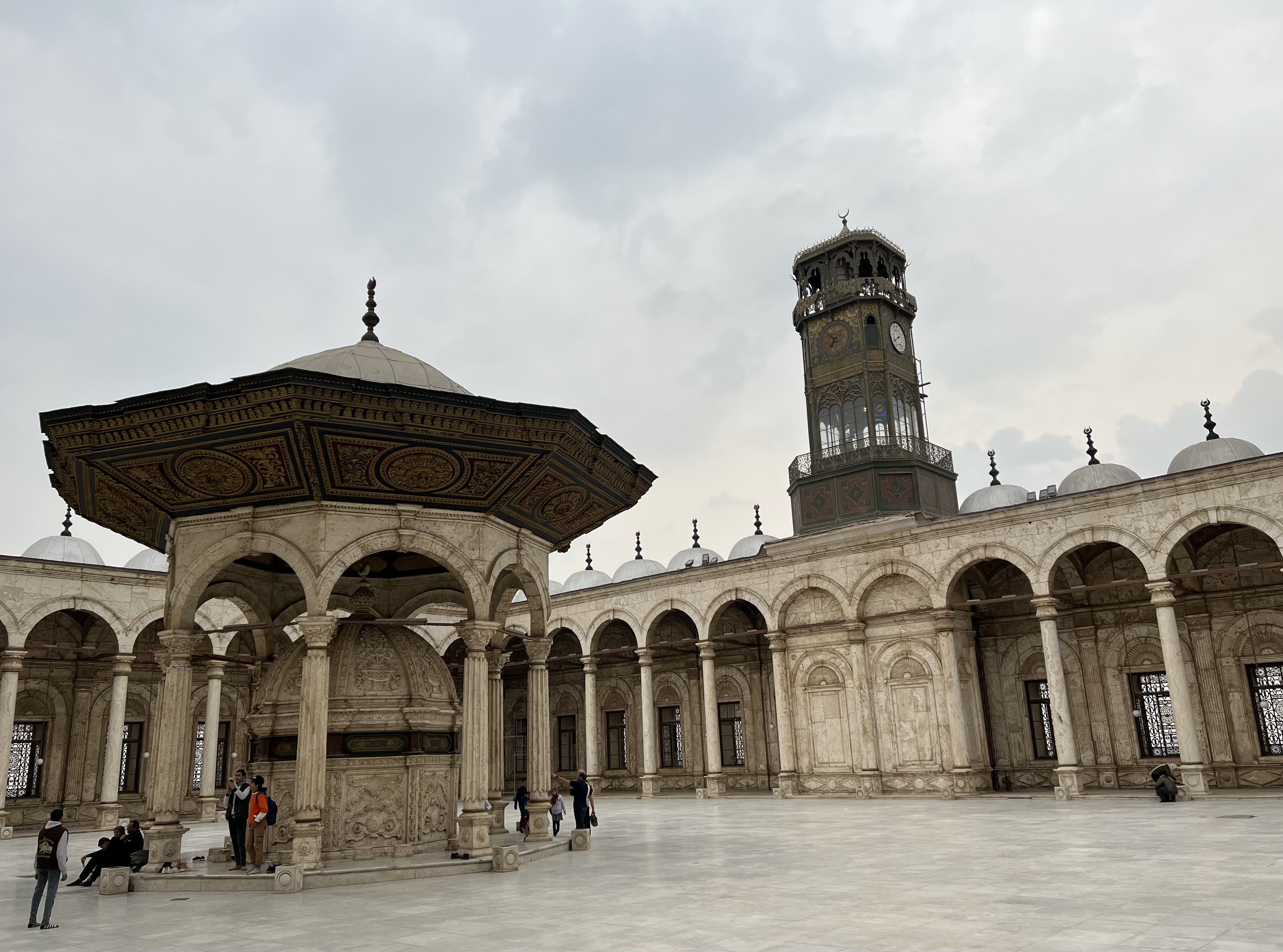
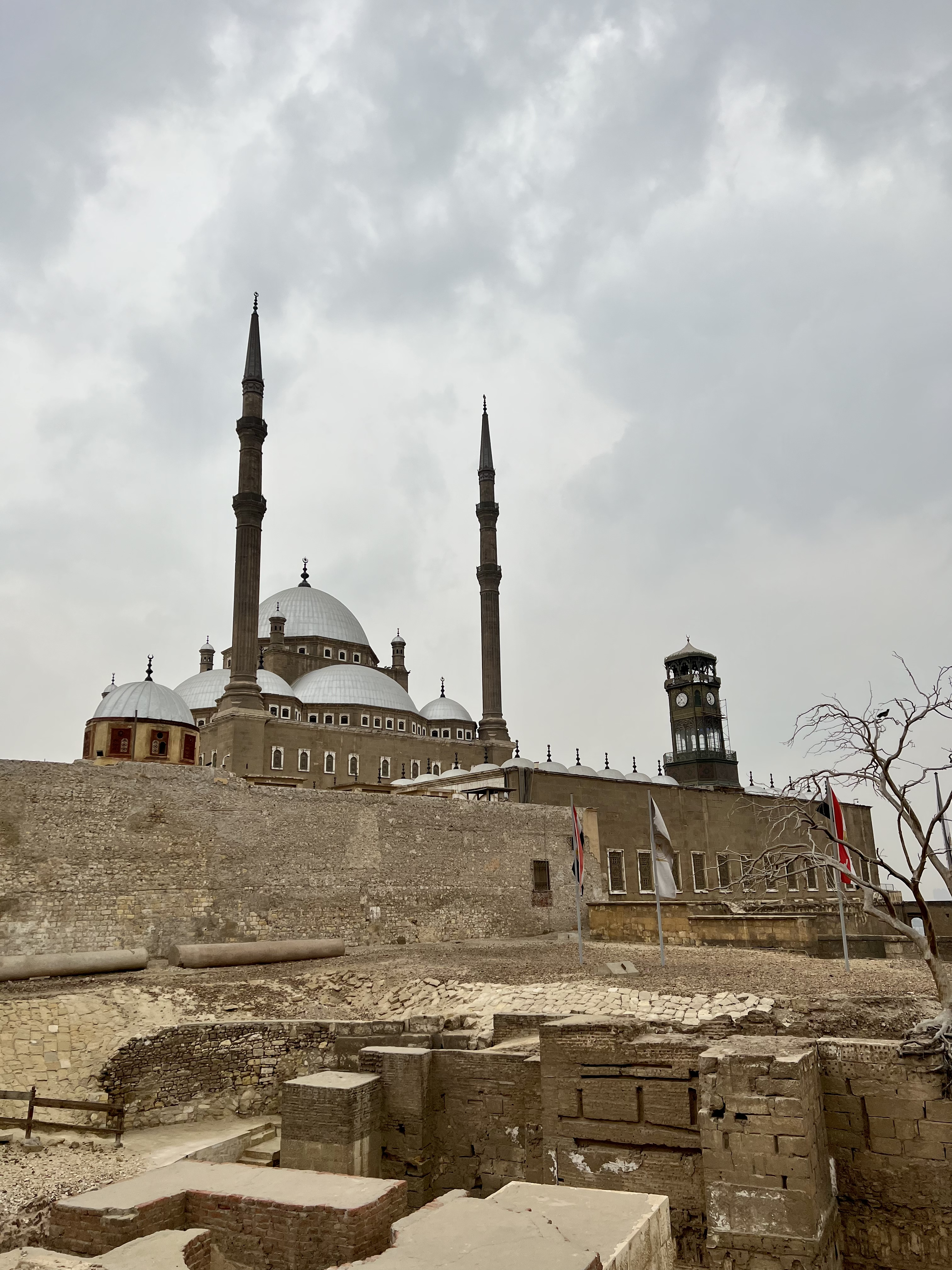
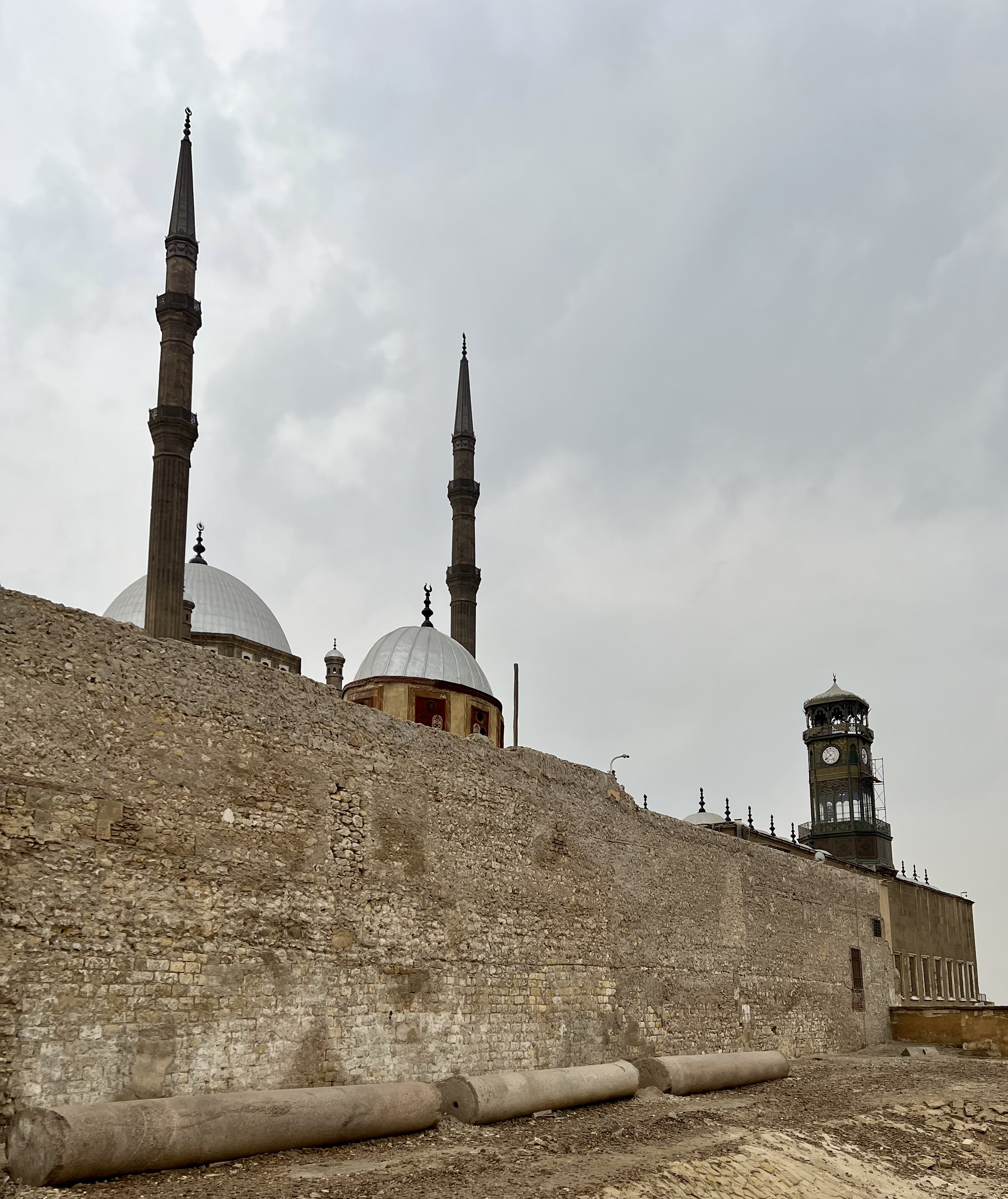
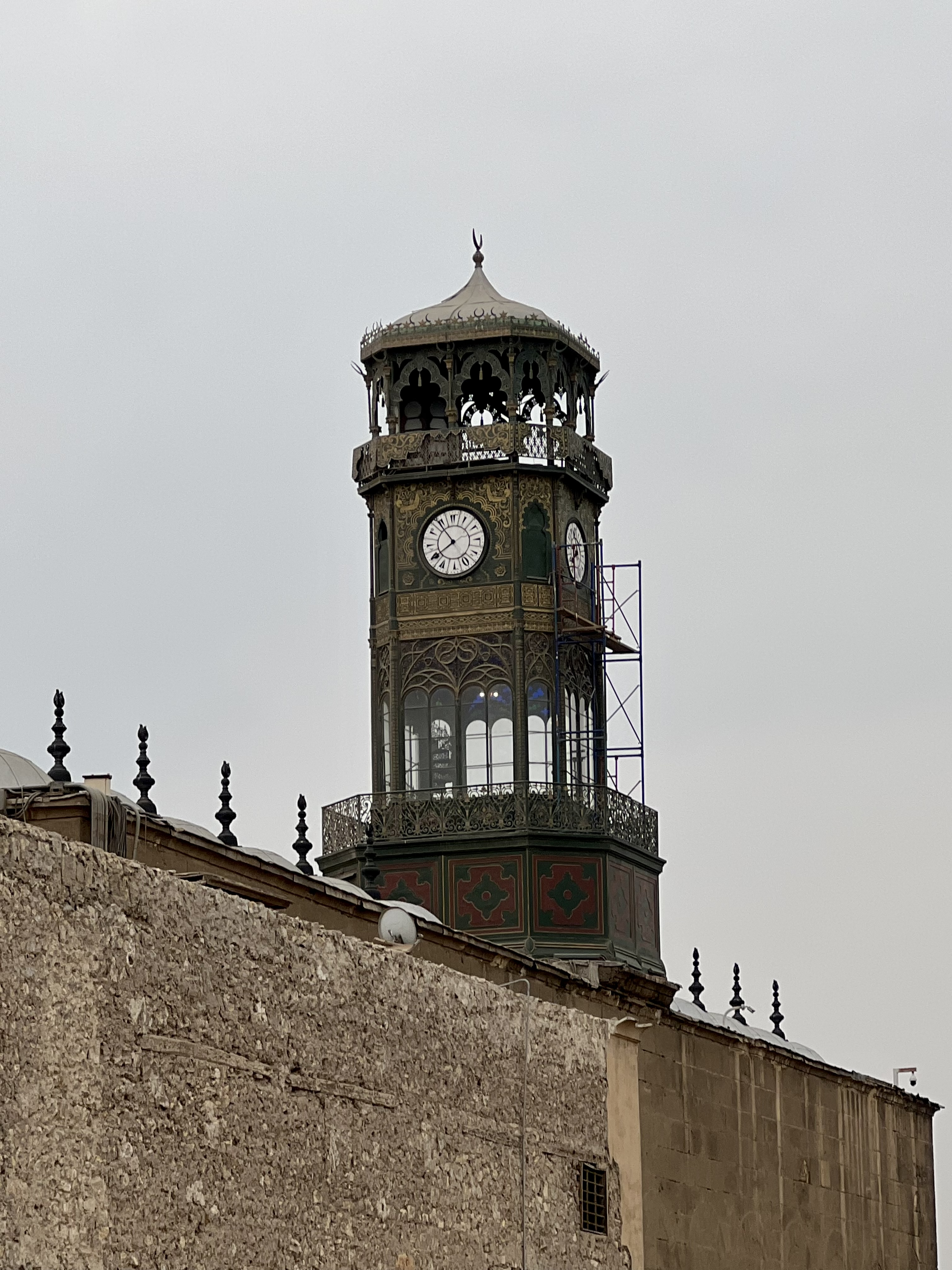
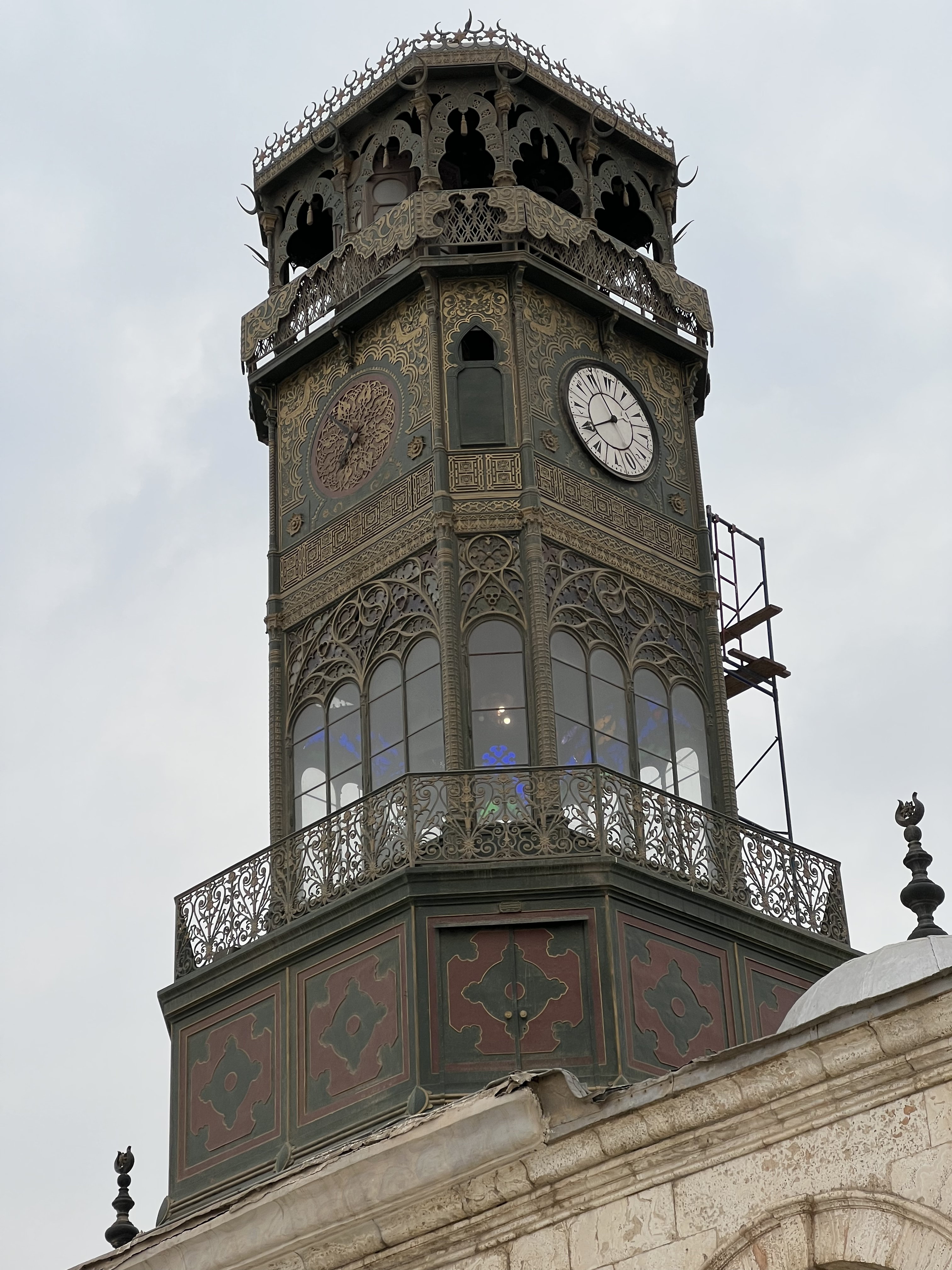
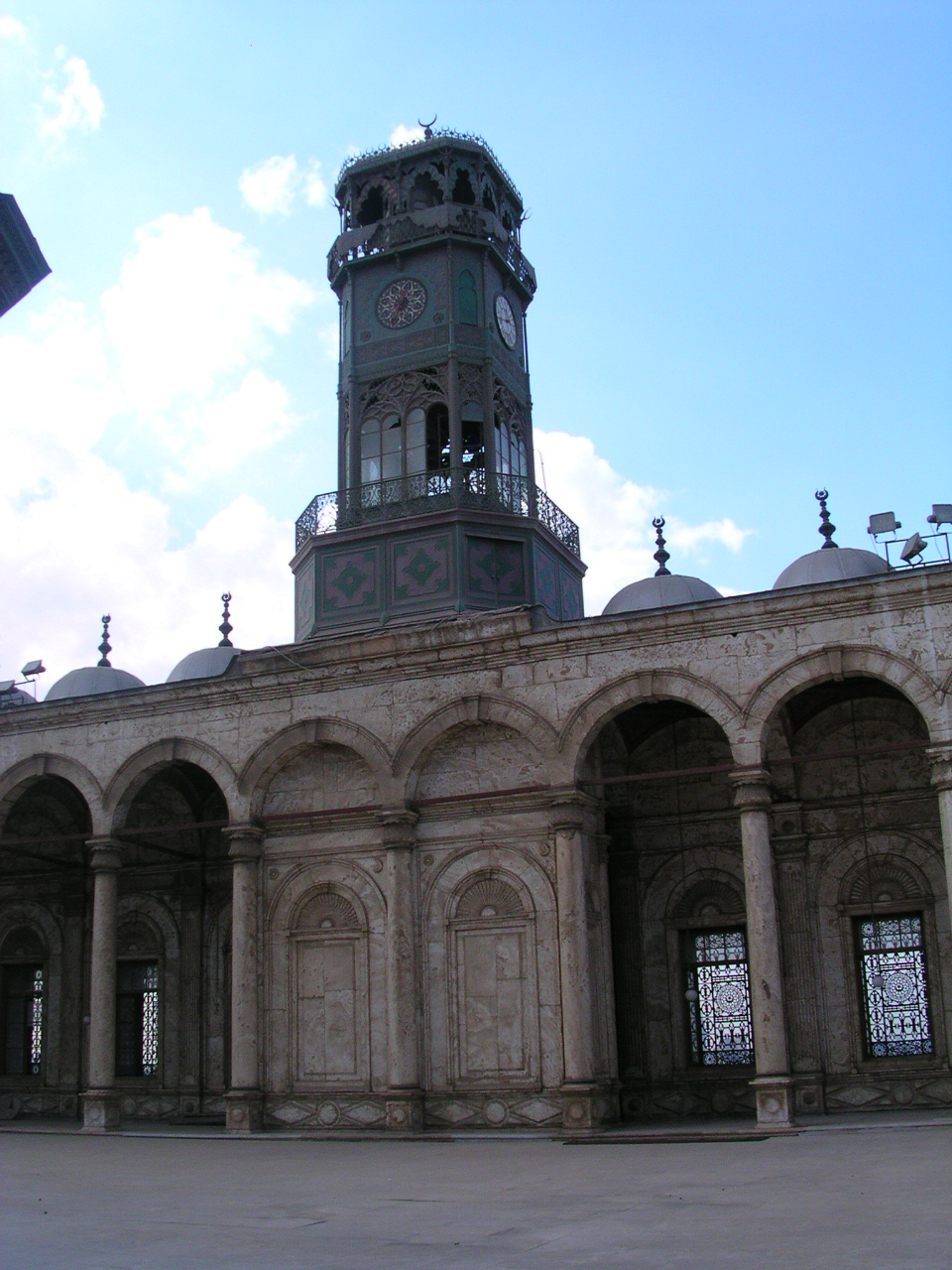